# Ibedenona
La Idebenona (conocido bajo los nombres comerciales Catena y Sovrima) es una droga experimental, inicialmente desarrollada por la empresa Santhera Pharmaceuticals para el tratamiento de la enfermedad de Alzheimer y otras afectaciones cognitivas. Esto ha tenido un éxito limitado. La empresa suiza Santhera Pharmaceuticals ha comenzado a investigar su utilización para el tratamiento de las enfermedades neuromusculares. En mayo de 2010, los primeros ensayos clínicos para el tratamiento de la ataxia de Friedreich y la distrofia muscular de Duchenne se completaron. Químicamente, la idebenona es un compuesto orgánico de la familia de las benzoquinonas. También se comercializa como un sintético análogo de la coenzima Q10. También se han producido ensayos que han comprobado sus efectos como potente antioxidante.

## Efectos nootrópicos y enfermedad de Alzheimer
La Idebenona mejora el aprendizaje y la memoria en experimentos con ratones. En los seres humanos, los criterios de punto final, como las pruebas de electroretinograma, y escalas de potencial evocador y análogas escalas visuales, también han sugerido efectos positivos nootrópicos, pero estudios más amplios con criterios de punto final se han dejado de realizar.
La investigación sobre la idebenona como terapia potencial de la enfermedad de Alzheimer ha sido inconsistente, pero puede haber una tendencia a un ligero beneficio. En mayo de 1998, la aprobación para esta indicación fue cancelada en Japón debido a la falta de efectos probados. En algunos países europeos, el medicamento está disponible para el tratamiento de pacientes específicos en casos especiales.